# 14818 Mindeli
14818 Mindeli è un asteroide della fascia principale. Scoperto nel 1982, presenta un'orbita caratterizzata da un semiasse maggiore pari a 2,9094416 UA e da un'eccentricità di 0,1664022, inclinata di 8,24185° rispetto all'eclittica.